# Gare de Tieffenbach-Struth
Gare de Tieffenbach-Struth vasútállomás Franciaországban, Tieffenbach településen.

## Vasútvonalak
Az állomást az alábbi vasútvonalak érintik:
- Mommenheim-Sarreguemines-vasútvonal

## Kapcsolódó állomások
A vasútállomáshoz az alábbi állomások vannak a legközelebb:
- Gare de Diemeringen
- Gare de Wingen-sur-Moder